# 菁英咖啡馆
菁英咖啡馆（Le Select），是法国巴黎蒙帕纳斯大道99号的一个咖啡馆，开张于1923年。
与附近的多摩咖啡馆、圆亭咖啡馆和圆顶餐厅（La Coupole）一样，菁英咖啡馆也是战间期艺术家和知识分子聚集的地点。菲茨杰拉德、海明威和毕加索都曾是这里的常客。